# Росс, Нелли Тейло

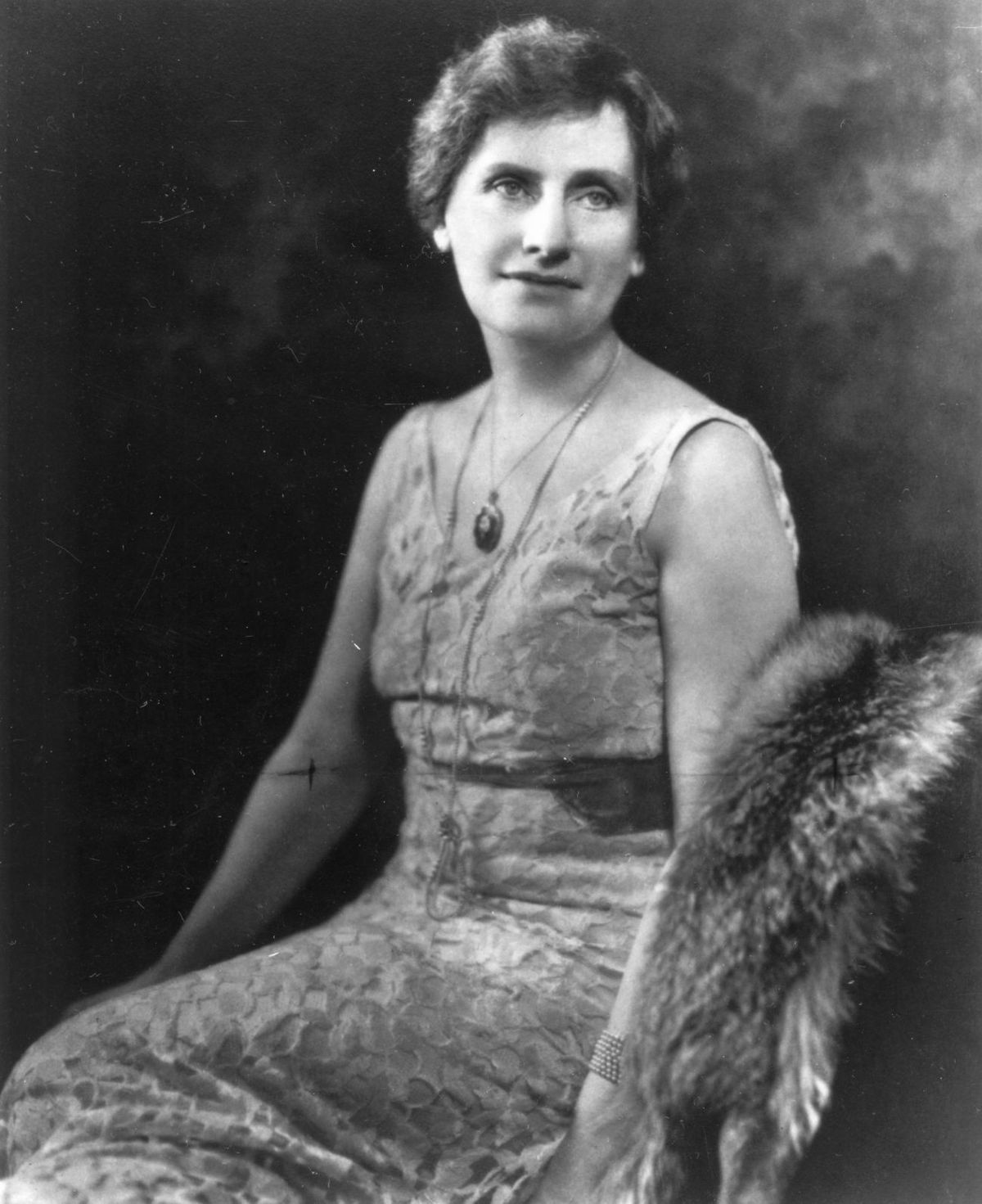
Нелли Тейло Росс, первая женщина-губернатор

Нелли Тейло Росс (англ. Nellie Tayloe Ross); (29 ноября 1876 года, Амазония, округ Андру, штат Миссури — 19 декабря 1977 года, Вашингтон) — американский политический деятель, четырнадцатый губернатор штата Вайоминг (1925—1927 гг.), первая женщина-губернатор в истории Соединённых Штатов, а также первая женщина — директор Монетного двора США с 1933 по 1953 гг.

## Биография
Нелли Тейло Росс родилась в местечке Амазония, округа Андру, штат Миссури. В 1902 году вышла замуж за Уильяма Брэдфорда Росса и пара поселилась в Шайенн, штат Вайоминг. В 1922 её муж был избран губернатором этого штата.
3 октября 1924 г. Уильям Росс внезапно умер и Нелли Росс была избрана на эту должность до окончания срока полномочий её мужа, выиграв выборы и опередив соперников более чем на 8000 голосов. На посту губернатора она продолжала политику своего покойного мужа, выступала за снижение налогов для рядовых граждан, государственную помощь для бедных фермеров, банковскую реформу, за принятие законов о защите детей, работающих женщин и шахтёров.
Она была первой женщиной-губернатором в истории Соединённых Штатов. До сегодняшнего дня Нелли Росс остаётся единственной женщиной, работавшей на посту губернатора штата Вайоминг.
Активная сторонница «Сухого закона», действовавшего в США в 20-х годах прошлого века.
3 мая 1933 г. Нелли Тейло Росс была назначена президентом Франклином Рузвельтом — директором Монетного двора США (до 1984 — Бюро монетного двора), став первой женщиной на этой должности. Работала на этом ответственном посту дольше всех остальных директоров, начиная с 1792 года. За 20 лет работы (пять полных сроков до выхода на пенсию в 1953 году) под её руководством были построены новые здания золотохранилища в Форт-Ноксе, хранилище серебра в Вест-Пойнте и Монетный двор США в Сан-Франциско.
После выхода на пенсию, Росс писала статьи для различных женских журналов, много путешествовала. Последнюю поездку в Вайоминг осуществила в 1972 г. в 96-летнем возрасте. Пять лет спустя она умерла в Вашингтоне, округ Колумбия, в возрасте 101 года. В момент смерти, она была самым старым экс-губернатором в Соединённых Штатах. Похоронена Нелли Тейло Росс на семейном участке кладбища в Шайенн.